# Prinsesse
Prinsesse er et ikke-regerende kvindeligt medlem af en kongelig familie, fx ægtefælle til en prins.
En mandlig tronfølgers hustru kaldes kronprinsesse.
Hvis en prinsesse er arveberettiget efter regenten uden at være datter af regenten, eller hvis hun er ægtefælle til en arveprins, kaldes hun arveprinsesse.

## Prinsesser i forskellige lande

### Storbritannien
Indtil 1700-tallet blev næsten alle døtre af engelske og skotske monarker kendt som "Lady" snarere end som "Prinsesse". Undtagelserne var hustruen til prinsen af Wales (den ældste søn af den engelske regent) samt Maria Henriette (datter af Karl 1. og Henriette Marie af Frankrig), der blev udpeget som "Princess Royal", fordi hendes mor ønskede at vedtage den franske praksis, som tildeler særlig udmærkelse til kongens ældste datter.
Da Kong Georg 1. besteg den tronen i Storbritannien i 1714, introducerede han Hannoveranske skikke, og brugen af "Prinsesse" blev mere almindelig. I 1917 blev det formaliseret af kong George 5., der dekreterede, at døtre af monarken, døtre af monarkens sønner (men ikke døtre af døtre), og kvinder, der gifter sig med en prins er alle berettiget til at have prædikatet "Prinsesse". Ikke desto mindre er denne praksis ikke uforanderlig; for eksempel var Camilla Parker Bowles, kong Charles 3.s anden hustru, som han giftede sig med, da han som tronfølger stadig bar titlen prins af Wales, kendt som Hertuginden af Cornwall snarere end som prinsesse af Wales (rettelig Fyrste og Fyrstinde af Wales).
Døtre af en monarken (bortset fra en prinsesse royal) bliver tiltalt "Hendes Kongelige Højhed, Prinsesse..." efterfulgt af hendes navn (således, dronning Elizabeth 2., før hendes tiltrædelse af tronen i 1952, var kendt som "Hendes Kongelige Højhed, Prinsesse Elizabeth").
Døtre af den monarkens sønner benytter en lidt anden titel. De antager i stedet formatet af deres fars højeste titel i adelskalenderen. Således hedder Prins Andrew, Hertug af Yorks ældste datter "Hendes Kongelige Højhed, Prinsesse Beatrice af York". En kvinde, der gifter sig med søn af en monarken, eller som gifter sig med et barnebarn gennem den mandlige linje, tager hendes mands fornavn i sin formelle titel. Således kom Baronesse Marie-Christine von Reibnitz til at blive "Hendes Kongelige Højhed Prinsesse Michael af Kent", da hun blev gift i 1978.